# گلیپنیر
گلیپنیر (به زبان نروژی باستان: Gleipnir) در اساطیر اسکاندیناوی زنجیر یا ریسمانی افسانه‌ای بود که گرگ نیرومند فنریر را توسط آن به بند کشیدند. فنریر در افسانه‌ها گرگی غول‌آسا، فرزند لوکی و ماده غولی به نام انگربودا است. آسیر قبلاً دوبار سعی کردند فنریر را با زنجیرهای عظیم فلزی به بند بکشند، اما او هر دوبار توانست خود را رها سازد. دو زنجیر اول به نام‌های لدینگر و درومی، توسط ثور آهنگری و ساخته شدند، اما قادر به نگهداری این گرگ نبودند. گلیپنیر سومین زنجیری بود که توسط دورف‌ها ساخته و از آن برای بستن فنریر استفاده شد. دورف‌ها که ماهرترین صنعتگران جهان بودند، زنجیری آسیب‌ناپذیر خلق کردند که هیچ نیرویی با آن برابری نمی‌کرد. گلیپنیر به نازکی تار عنکبوت بود، و از شش عنصر جادویی ساخته شده بود:
- صدای پای گربه
- ریش زن
- ریشهٔ کوه
- زردپی خرس (احساس یا دستگاه عصبی خرس)
- نفس ماهی
- بزاق پرنده

به همین دلیل امروزه نشانی از این عناصر بر روی زمین نیست. با اینکه گلیپنیر به ظاهر نازک و ابریشمی بود، اما از هر زنجیر آهنی قوی‌تر بود. گلیپنیر تا زمان رگناروک، فنریر را در بند نگاه خواهد داشت، و سرانجام فنریر آزاد شده و اودین را می‌بلعد.